# 紀元前601年
紀元前601年（きげんぜん601ねん）は、西暦（ローマ暦）による年。紀元前1世紀の共和政ローマ末期以降の古代ローマにおいては、ローマ建国紀元153年として知られていた。紀年法として西暦（キリスト紀元）がヨーロッパで広く普及した中世時代初期以降、この年は紀元前601年と表記されるのが一般的となった。

## 他の紀年法
- 干支 : 庚申
- 日本
  - 皇紀60年
  - 神武天皇60年
- 中国
  - 周 - 定王6年
  - 魯 - 宣公8年
  - 斉 - 恵公8年
  - 晋 - 成公6年
  - 秦 - 桓公3年
  - 楚 - 荘王13年
  - 宋 - 文公10年
  - 衛 - 成公34年
  - 陳 - 霊公13年
  - 蔡 - 文侯11年
  - 曹 - 文公17年
  - 鄭 - 襄公4年
  - 燕 - 宣公元年
- 朝鮮
  - 檀紀1733年
- ユダヤ暦 : 3160年 - 3161年

## できごと

### 中国
- 晋と白狄の連合軍が秦を攻撃した。
- 楚が舒蓼を滅ぼした。
- 楚軍が陳を攻撃した。

## 死去
- 魯の東門襄仲（公子遂）
- 魯の敬嬴